# 東長靖
東長 靖（とうなが やすし、1960年6月4日 - ）は、日本のイスラーム学者。京都大学大学院アジア・アフリカ地域研究研究科教授。

## 経歴
1960年、三重県生まれ。1979年三重県立松阪高等学校を卒業。東京大学文学部で学び、1984年に卒業。東京大学大学院人文科学研究科（宗教学宗教史学）に進み、1989年に博士課程を満期退学し、東京大学文学部助手となった。
1992年、東洋大学文学部専任講師に就いた。1997年に助教授昇進。1998年からは京都大学大学院アジア・アフリカ地域研究研究科助教授、2010年に教授昇格。2010年、学位論文『イスラームにおける神秘主義哲学と聖者信仰 スーフィズムの包括的理解の試み』を京都大学に提出して博士（地域研究）号を取得。

## 受賞・栄典
- 『岩波イスラーム辞典』(共編著)で毎日出版文化賞を受賞。

## 著書
著書
- 『イスラームのとらえ方』山川出版社：世界史リブレット 1996
- 『イスラームとスーフィズム 神秘主義・聖者信仰・道徳』名古屋大学出版会 2013

共編
- 『イスラーム研究ハンドブック』三浦徹・黒木英充共編 栄光教育文化研究所 (講座イスラーム世界 別巻) 1995
- 『イスラームの神秘主義と聖者信仰』赤堀雅幸・堀川徹共編 東京大学出版会 イスラーム地域研究叢書 2005
- 『イスラーム世界研究マニュアル』小杉泰・林佳世子共編 名古屋大学出版会 2008
- 『講座生存基盤論 第6巻 持続型生存基盤論ハンドブック』石坂晋哉共編 京都大学学術出版会 2012
- 『イスラーム神秘思想の輝き　愛と知の探求』今松泰、山川出版社：イスラームを知る 2016
- 『中東・イスラーム世界への30の扉』西尾哲夫共編著 ミネルヴァ書房 2021

翻訳
- ティエリー・ザルコンヌ『スーフィー イスラームの神秘主義者たち』遠藤ゆかり訳 監修 創元社：「知の再発見」双書 2011

論文
- Cinii